# Famille Wittgenstein
La famille Wittgenstein est une famille juive puis protestante d'industriels, d'intellectuels et d'artistes originaire du comté de Wittgenstein en Westphalie. Les descendants du commerçant Hermann Christian Wittgenstein (1802–1878) qui s'installa à Vienne (Autriche), en particulier, ont connu une renommée internationale.
Pour l'écrivain Olivier Todd, les Wittgenstein forment une « tribu avec une rare densité de talents, de génies, de névrosés, de psychoses et de suicides », en particulier chez les enfants de Karl Wittgenstein, « le Wendel et le Krupp autrichien, le père autocrate ».

## Historique

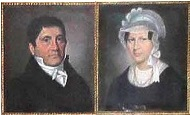
Moses et Breindel Meyer-Wittgenstein, vers 1810.

Les plus anciens membres de la famille que l'on connaît, Ahron Moses Meier († 1804) et son épouse Sarah, étaient au service de la maison de Sayn-Wittgenstein à Laasphe. Leur fils Moses Meyer (1761–1822) a d'abord été engagé par les comtes pour en être un régisseur ; néanmoins, le comté fut médiatisé en faveur du grand-duché de Hesse en 1806. Lors de l'émancipation des Juifs  sous la juridiction de Napoléon Ier, en 1808, Moses a choisi le nom patronymique de Meyer-Wittgenstein. Afin d'éviter les situations de conflits avec le prince Guillaume de Sayn-Wittgenstein-Hohenstein, homme d'État prussien, il s'installe à la principauté de Waldeck, toute proche, où il a a fondé un commerce de gros avec des lainages à la ville de Korbach.
C'était Hermann Christian Wittgenstein (1802–1878), le plus jeune fils de Moses Meyer-Wittgenstein et de son épouse Bernhardine (Breindel) née Simon (1768–1829), qui quitte la ville en 1839 pour s'établir à Leipzig en Saxe. La même année, il fut baptisé à l'église Sainte-Croix de Dresde et il épousait Franziska (Fanny) Figdor (1814–1890), fille d'une famille juive convertie d'entrepreneurs originaire de Kittsee près de Vienne, la cousine du violiniste Joseph Joachim. En 1851, la famille déménage à Vösendorf au sud de Vienne.

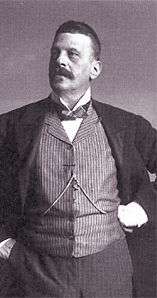
Karl Wittgenstein, vers 1908.

Le fils de Hermann Christian, Karl Wittgenstein (1847–1913), compte parmi les entrepreneurs les plus riches de la monarchie danubienne. Un bourgeois caractéristique du Gründerzeit (« époque des fondateurs »), il est le père du philosophe Ludwig Wittgenstein (1889–1951) et du pianiste Paul Wittgenstein (1887–1961), ainsi que de la mécène Margarethe Stonborough (1882–1958). La famille a possédé notamment le palais Wittgenstein et la maison Wittgenstein à Vienne. L'épouse de Karl Wittgenstein, Leopoldine née Kalmus (1850–1926), n'était pas juive selon la Halakha, et leurs enfants n'étaient donc pas non plus considérés comme juifs. Cependant, ayant trois grands-parents juifs, ils furent en butte aux persécutions raciales du Troisième Reich.

## Membres de la famille

### Branche paternelle
Selon un arbre généalogique préparé à Jérusalem après la Seconde Guerre mondiale, l'arrière-arrière-grand-père paternel de Wittgenstein, Moses Meier, est un agent foncier juif qui vit avec sa femme, Brendel Simon, à Bad Laasphe dans l'arrondissement de Wittgenstein, en Westphalie. En juillet 1808, Napoléon publie un décret selon lequel tout le monde, y compris les Juifs, doit adopter un nom de famille héritable, de sorte que le fils de Meier prend le nom de ses employeurs, les Sayn-Wittgensteins, et devient Moses Meier Wittgenstein. Son fils, Hermann Christian Wittgenstein — qui a choisi comme deuxième prénom « Christian » pour se distancier de ses origines juives — épouse Fanny Figdor, également juive, convertie au protestantisme juste avant leur mariage. Venus de Saxe (Allemagne) où ils fondent une entreprise prospère de commerce de laine à Leipzig, ils s'installent en Autriche-Hongrie. La grand-mère de Ludwig, Fanny, est une cousine germaine du violoniste Joseph Joachim. Ils ont 11 enfants, dont le père de Wittgenstein.
Karl Wittgenstein (1847-1913), élevé dans la religion luthérienne, fait fortune dans l'industrie sidérurgique : il est l'un des principaux « maîtres de forges » de l'Empire austro-hongrois,. Grâce à Karl, les Wittgenstein sont devenus la deuxième famille la plus riche de l'Empire austro-hongrois, derrière la famille Rothschild : en 1898, Karl décide de liquider toutes ses parts dans l'industrie et d'investir massivement, via un trust financier, aux Pays-Bas, en Suisse et aux États-Unis : de fait, la famille fut, dans une certaine mesure, protégée de l'hyperinflation qui frappe l'Autriche en 1922, et même de la Grande Dépression. En 1938, la famille Wittgenstein possède encore treize hôtels particuliers dans la seule ville de Vienne.

### Branche maternelle

Ludwig Wittgenstein (en bas à droite), son frère Paul et ses sœurs.

Sa mère, Léopoldine Maria Josefa Kalmus, est de confession catholique,. Son père est un Juif tchèque et sa mère une Austro-Slovène de confession catholique – elle est la seule aïeule de Lugwig Wittgenstein qui ne soit pas juive,. Elle est la tante du prix Nobel Friedrich Hayek.

## Enfants
Karl et Léopoldine ont neuf enfants — quatre filles : Margarethe (dite Gretl), Hermine, Hélène, et une quatrième fille Dora mort-née ; cinq garçons : Johannes (Hans), Kurt, Rudolf (Rudi), Paul, et Ludwig, le benjamin.
- Karl Wittgenstein (1848–1913), capitaine d'industrie, père de :
  - Margarethe Stonborough-Wittgenstein (1882–1958), mécène,
  - Paul Wittgenstein (1887–1961), pianiste, dédicataire du Concerto pour la main gauche de Maurice Ravel et du Concerto pour piano nº 4 de Prokofiev,
  - Ludwig Wittgenstein (1889–1951), philosophe et logicien.
- Paul Wittgenstein (1907–1979), philosophe, cousin des précédents, héros du roman Le Neveu de Wittgenstein de Thomas Bernhard.

## Généalogie
Arbre généalogique simplifié :
- Herman Christian (Herz) Wittgenstein (16 septembre 1802 à Korbach – 19 mai 1878 à Vienne-Hietzing), commerçant, ép. Franziska (Fanny) Figdor (7 avril 1814 à Kittsee – 21 octobre 1890 à Vienne-Hietzing), onze enfants :
  - Anna Friederike (31 octobre 1840 à Gohlis – 22 septembre 1896 à Vienne-Hietzing), ép. Heinrich Emil Franz (9 décembre 1839 à Vienne – 24 mars 1884 à Vienne)
  - Marie (1841–1931), ép. Moritz Christian Pott (1839–1902), marchand de fer
  - Paul Josef Gustav (1842–1928), industriel, ép. Justine Hochstetter (1858–1918)
    - Johanna (1877–1953)
    - Hermann Christian (1879–1953)
    - Paul Karl « Carletto » (1880–1948)
      - Paul Karl Heinrich Justus (13 septembre 1907 à Traunkirchen – 13 novembre 1979 à Linz), excentrique

  - Josephine (1844–1933), ép. Johann Oser (1833–1912), chimiste
  - Ludwig « Louis » (1845-1925), magnat immobilier, ép. Maria Franz (1850–1912)
  - Karl Otto Clemens (8 avril 1847 à Leipzig-Gohlis – 20 janvier 1913 à Vienne), industriel, ép. Leopoldine Kalmus (14 mars 1850 à Vienne – 3 juin 1926 à Vienne)
    - Hermine « Mining » (1874-1950)
    - Dora (1876-1876)
    - Johannes « Hans » (né en 1877, disparu en 1902)
    - Konrad « Kurt » (1878-1918)
    - Helene « Lenka » (1879-1956), ép. Max Salzer (1868-1941)
      - Maria Salzer (1900-1948)
      - Friedrich Salzer (1902-1922)
      - Felix Salzer (1904-1986), musicologue, ép. Hedwig Lindtberg, sœur de Leopold Lindtberg
      - Clara Salzer (1913-1978), ép. Arvid Sjögren

    - Rudolf « Rudi » (1881-1904)
    - Margarethe Anna Maria « Gretl » (19 septembre 1882 à Vienne – 27 septembre 1958 à Vienne), ép. Jerome Steinberger/Stonborough (1873–1938)
      - Thomas Stonborough (1906-1986)
      - John Jerome Stonborough (1911-2002)

    - Paul (11 mai 1887 à Vienne – 3 mars 1961 à Manhasset), pianiste, ép. Hilde Schania (1915–2001)
      - Elizabeth (1935-1974)
      - Johanna (°1937)
      - Paul « Louis » (°1941)

    - Ludwig Josef Johann « Lucki » (26 avril 1889 à Vienne – 29 avril 1951 à Cambridge), philosophe

  - Ottilie Ida Bertha (1848–1908), propriétaire à Pyhra, ép. Karl Kupelwieser (1841–1925), fils du peintre Leopold Kupelwieser
  - Klara (1850–1935)
  - Lydia (1851–1920)
  - Émilie (1853–1939)
  - Klothilde (1854–1937)

### En français
- Alexander Waugh (en), Les Wittgenstein : Une famille en guerre, préf. d'Olivier Todd, Perrin, 2011, DOI 10.3917/perri.waug.2011.01

### En anglais
- (en) William Warren Bartley, Wittgenstein, Open Court, 1994.

### En allemand
- Georg Gaugusch, Die Familien Wittgenstein und Salzer und ihr genealogisches Umfeld. In: Adler, Zeitschrift für Genealogie und Heraldik. 21. (XXXV.) Band (2001–2002) S. 120–145 (2001).
- Birgit Schwaner, Die Wittgensteins. Kunst und Kalkül. Metro Verlag, Wien 2008.
- Nicole L. Immler, Das Familiengedächtnis der Wittgensteins. Zu verführerischen Lesarten von (auto-)biographischen Texten. Transcript, Bielefeld 2011.
- Hermine Wittgenstein hrsg. von Ilse Somavilla, Familienerinnerungen. Haymon Verlag, Innsbruck/ Wien 2015,  (ISBN 978-3-7099-7200-7)